# Trygve Nagell
Trygve Nagell (Oslo, 13 de julho de 1895 – Uppsala, 24 de janeiro de 1988) foi um matemático norueguês.
Foi professor da Universidade de Uppsala em 1931-1962. Foi palestrante convidado do Congresso Internacional de Matemáticos em Bolonha (1928), Zurique (1932) e Oslo (1936).